# Mogrus albogularis
Mogrus albogularis är en spindelart som beskrevs av Simon 1901. Mogrus albogularis ingår i släktet Mogrus och familjen hoppspindlar. Inga underarter finns listade i Catalogue of Life.